# Ministeria vibrans
Ministeria vibrans — вид морських одноклітинних водних організмів з родини Ministeriidae класу Filasterea.

## Опис
Амебоїдний протист з довгими філоподіями, які є видозміненими джгутиками. За допомогою них він прикріплюється до субстрату. Мешкає у морських узбережних водах. Живиться бактеріями.